# Xã Wayne, Quận Wayne, Ohio
Xã Wayne (tiếng Anh: Wayne Township) là một xã thuộc quận Wayne, tiểu bang Ohio, Hoa Kỳ. Năm 2010, dân số của xã này là 4.159 người.